# Saint-Maur (Oise)
Saint-Maur è un comune francese di 402 abitanti situato nel dipartimento dell'Oise della regione dell'Alta Francia.

## Società

### Evoluzione demografica
Abitanti censiti